# Francesco Chicchi
Francesco Chicchi (Camaiore, 27 novembre 1980) è un ex ciclista su strada e pistard italiano, velocista, campione del mondo Under-23 nel 2002 e poi professionista dal 2003 al 2016.

## Carriera

### Gli esordi e i primi anni dapro
Originario di Camaiore, vince due corse da allievo e tre da juniores, tra cui una tappa al Giro della Lunigiana. Da Under-23 ottiene diciassette vittorie di buon livello come La Popolarissima, la Vicenza-Bionde e due tappe al Giro d'Italia baby. L'11 ottobre 2002 si laurea quindi campione del mondo Under-23 a Zolder, nello stesso circuito in cui due giorni dopo Mario Cipollini conquista la maglia iridata.
Nel 2003 passa professionista con la Fassa Bortolo, formazione diretta da Giancarlo Ferretti e capitanata da Alessandro Petacchi. Nel triennio con la squadra italiana ottiene i terzi posti al Giro del Piemonte nel 2004 e al Gran Premio Costa degli Etruschi nel 2005 oltre ai piazzamenti in alcune tappe. L'unico successo arriva nella cronosquadre alla Settimana Internazionale di Coppi e Bartali del 2005 che però non viene considerata tra le vittorie individuali. Alla fine del 2005 la squadra italiana si scioglie.
Nel 2006 Chicchi gareggia quindi con la squadra belga Quick Step, capitanata da Paolo Bettini e Tom Boonen. In Belgio conquista la sua prima vittoria tra i professionisti, una tappa alla Tre Giorni delle Fiandre Occidentali. Nel corso della stagione arrivano altri due successi, alla Quattro Giorni di Dunkerque e al Tour of Britain.

### 2007-2010: Liquigas
Nel 2007 passa alla Liquigas ma, dopo un buon inizio, cade in volata in una tappa alla Settimana di Coppi e Bartali, procurandosi una lacerazione del muscolo obliquo addominale. Dopo tre mesi di stop e la convalescenza, torna alle corse ed alla vittoria in estate, prima in una tappa del Brixia Tour e poi in due frazioni del Giro di Danimarca; arriva inoltre secondo alla Parigi-Tours, battuto solo da Alessandro Petacchi.
L'anno successivo ottiene sei vittorie, tra cui una tappa alla Tirreno-Adriatico, due alla Settimana di Coppi e Bartali e una alla Volta Ciclista a Catalunya, oltre al terzo posto al Gran Premio Costa degli Etruschi e il secondo al Giro di Toscana. Nel 2009 corre poco, tuttavia conquista due successi di tappa, uno al Tour Down Under, competizione del circuito UCI ProTour, e uno al Tour of Missouri.
Apre il 2010 con un successo al Tour de San Luis in Argentina, la sua prima corsa stagionale. In febbraio si aggiudica due tappe al Tour of Qatar, vince poi una frazione alla Settimana di Coppi e Bartali, una al Tour of California e una al Giro di Slovenia. In agosto partecipa anche ai campionati italiani su pista, conquistando la medaglia d'argento nello scratch, mentre in settembre fa suo il Gran Premio Città di Modena.

### 2011-2016: Quickstep/Omega Pharma, Fantini/Neri e Androni
A fine 2010 lascia la Liquigas-Doimo per passare alla Quickstep, squadra World Tour belga diretta da Patrick Lefevere con cui già aveva gareggiato al 2006. Al primo anno con la "nuova" maglia non riesce però a ottenere successi: non va infatti oltre un secondo posto di tappa al Tour of Qatar e un terzo al Giro di Polonia.
Si rifà nel 2012, in maglia Omega Pharma-Quickstep, con un ottimo inizio di stagione: tra gennaio e marzo si aggiudica infatti due tappe al Tour de San Luis, una tappa alla Tre Giorni delle Fiandre Occidentali e due semiclassiche in territorio fiammingo, la Nokere Koerse e la Handzame Classic. Partecipa poi al Giro d'Italia, cogliendo il secondo posto in volata nella tappa di Montecatini Terme vinta da Roberto Ferrari.
Nel 2013 lascia il Belgio per trasferirsi alla Vini Fantini-Selle Italia, squadra diretta da Luca Scinto. In primavera vince due frazioni e la classifica a punti al Tour de Langkawi, in Malaysia, mentre in giugno si aggiudica due gare in linea in Lettonia, il Riga-Jurmala Grand Prix e il Ventspils-Jurmala Grand Prix. A fine anno viene confermato nella nuova formazione di Scinto per il 2014, la Yellow Fluo (poi Neri Sottoli). La fiducia viene ripagata con tre vittorie di tappa alla Vuelta a Venezuela.
Nel 2015 passa alla Androni Giocattoli-Venezuela con un contratto biennale, ottenendo due vittorie stagionali, nella terza tappa della Settimana Internazionale di Coppi e Bartali e nella sesta tappa della Vuelta a Venezuela. Nel finale di stagione corre poco a causa della sospensione della squadra, comminata dall'UCI a seguito delle positività riscontrate a Davide Appollonio e Fabio Taborre. Nel 2016 si aggiudica una tappa alla Boucles de la Mayenne. Al termine della stagione però, non riconfermato dall'Androni, annuncia il proprio ritiro dall'attività.
Nel 2019 è direttore sportivo per la formazione Continental Dimension Data for Qhubeka; proprio un ciclista della Dimension Data, Samuele Battistella, ottiene quell'anno il titolo mondiale Under-23, primo italiano a riuscirci dalla vittoria di Chicchi nel 2002.

## Palmarès

### Strada
- 2000 (MG Boys Maglificio-Aqua Mema)

Trofeo Stagni - San Polo di Torrile
- 2001 (MG Boys Maglificio-Aqua Mema)

Memorial Polese
Giro della Valcavasia - Cavaso del Tomba
Caselle di Sommacampagna
Trofeo Salomoni - Carrara
Gran Premio Site - Tezze di Vazzola
- 2002 (U.C. Trevigiani)

Circuito di Paderno di Ponzano Veneto
La Popolarissima
Coppa Mario Menozzi
Memorial Fregonese
Vicenza-Bionde
7ª tappa Giro d'Italia baby (Stra > Stra)
Gran Premio Fiera del Riso
Campionati del mondo, Prova in linea Under 23
- 2006 (Quick Step-Innergetic, tre vittorie)

1ª tappa Driedaagse van West-Vlaanderen (Kortrijk > Bellegem)
1ª tappa Quatre Jours de Dunkerque (Dunkerque > Gravelines)
5ª tappa Tour of Britain (Rochester > Canterbury)
- 2007 (Liquigas, tre vittorie)

4ª tappa Brixia Tour (Pisogne > Darfo Boario Terme)
1ª tappa Giro di Danimarca (Thisted > Aalborg)
4ª tappa Giro di Danimarca (Skælskør > Ringsted)
- 2008 (Liquigas, sei vittorie)

7ª tappa Tirreno-Adriatico (San Benedetto del Tronto > San Benedetto del Tronto)
1ª tappa, 1ª semitappa Settimana Internazionale di Coppi e Bartali (Riccione > Riccione)
4ª tappa Settimana Internazionale di Coppi e Bartali (Rio Saliceto > Finale Emilia)
5ª tappa Volta Ciclista a Catalunya (El Vendrell > Pallejà)
4ª tappa Giro di Slovenia (Celje > Novo Mesto)
7ª tappa Tour of Missouri (Saint Louis > Saint Louis)
- 2009 (Liquigas, due vittorie)

6ª tappa Tour Down Under (Adelaide > Adelaide)
6ª tappa Tour of Missouri (Chillicothe > Saint Joseph)
- 2010 (Liquigas-Doimo, sette vittorie)

1ª tappa Tour de San Luis (San Luis > Villa Mercedes)
4ª tappa Tour of Qatar (The Pearl > Al Khor Corniche)
6ª tappa Tour of Qatar (Al Wakrah > Doha Corniche)
1ª tappa, 1ª semitappa Settimana Internazionale di Coppi e Bartali (Riccione > Riccione)
4ª tappa Tour of California (San Jose > Modesto)
4ª tappa Giro di Slovenia (Brežice > Novo Mesto)
Gran Premio Città di Modena-Memorial Maservisi
- 2012 (Omega Pharma-Quickstep, cinque vittorie)

1ª tappa Tour de San Luis (San Luis > Villa Mercedes)
2ª tappa Tour de San Luis (Fraga > Juana Koslay)
1ª tappa Tre Giorni delle Fiandre Occidentali (Bruges > Kortrijk)
Nokere Koerse
Handzame Classic
- 2013 (Vini Fantini-Selle Italia, quattro vittorie)

4ª tappa Tour de Langkawi (Tapah > Kapar)
10ª tappa Tour de Langkawi (Tasik Kenyir > Kuala Terengganu)
Riga-Jurmala Grand Prix
Ventspils-Jurmala Grand Prix
- 2014 (Neri-Sottoli, tre vittorie)

1ª tappa Vuelta a Venezuela (Maracaibo > Maracaibo)
7ª tappa Vuelta a Venezuela (Cocorote > San Felipe)
9ª tappa Vuelta a Venezuela (Guacara > Cagua)
- 2015 (Androni Giocattoli, due vittorie)

3ª tappa Settimana Internazionale di Coppi e Bartali (Calderara di Reno > Crevalcore)
6ª tappa Vuelta a Venezuela (Santo Domingo > Guanare)
- 2016 (Androni Giocattoli, una vittoria)

1ª tappa Boucles de la Mayenne (Renault/Saint-Berthevin > Château de Craon)

#### Altri successi
- 2005 (Fassa Bortolo)

1ª tappa, 2ª semitappa Settimana Internazionale di Coppi e Bartali (Misano Adriatico, cronosquadre)
- 2008 (Liquigas)

1ª tappa, 2ª semitappa Settimana Internazionale di Coppi e Bartali (Misano Adriatico, cronosquadre)
- 2010 (Liquigas-Doimo)

1ª tappa, 2ª semitappa Settimana Internazionale di Coppi e Bartali (Riccione, cronosquadre)
- 2013 (Vini Fantini-Selle Italia)

Classifica a punti Tour de Langkawi

## Piazzamenti

### Grandi Giri
- Giro d'Italia

2011: ritirato (14ª tappa)
2012: ritirato (19ª tappa)
2013: non partito (9ª tappa)
2014: non partito (9ª tappa)
- Tour de France

2008: fuori tempo massimo (18ª tappa)
- Vuelta a España

2007: ritirato (9ª tappa)

### Classiche monumento
- Milano-Sanremo

2013: 134º
2014: 59º
2016: 141º
- Giro delle Fiandre

2005: ritirato
2013: ritirato
2015: ritirato
- Parigi-Roubaix

2004: 89º
2005: ritirato
2008: ritirato
2009: ritirato

### Competizioni mondiali
- Campionato del mondo su strada

Zolder 2002 - In linea Under-23: vincitore

## Riconoscimenti
- Premio Italia under 23 nel 2002
- Tombolari dalla Mò nel 2017